# Návagos
Návagos es una localidad y una Entidad Local Menor situada en la provincia de Burgos, comunidad autónoma de Castilla y León (España), comarca de Las Merindades, partido judicial de Villarcayo, ayuntamiento de Medina de Pomar.

## Situación
En la vertiente mediterránea, 550 m de altitud. Situado a 12.5 km de la capital del municipio (Medina de Pomar), 20 km de Villarcayo, cabeza de partido, y a 95 de Burgos. 
Situado en la carretera provincial  BU-V-5514  entre Villamor y Momediano. 

### Comunicaciones
- Carretera:

LLegando por carretera desde Medina, partiendo desde el cruce de El Olvido  N-629  tomando la carretera autonómica  BU-551  pasando por La Cerca hasta Villamor donde en el cruce giras a la izquierda tomando la carretera provincial  BU-V-5514  dirección Oteo, para acceder a Návagos debes tomar un ramal de la carretera provincial  BU-V-5514  que dista 1 km desde el cruce, antes de llegar a Momediano.
- Autobús:

Hay una línea de autobús que circula entre Medina de Pomar y Quincoces de Yuso, para ello la parada se encuentra en el cruce de la carretera, a 1 km.

## Demografía
En el censo de 1950 contaba con 110 habitantes, reducidos a 24 en el padrón municipal de 2007.

## Historia
Lugar perteneciente a la Junta de Oteo , una de las seis en que se subdividía la Merindad de Losa en el Corregimiento de las Merindades de Castilla la Vieja, jurisdicción de realengo con regidor pedáneo.
A la caída del Antiguo Régimen queda agregado al ayuntamiento constitucional de Junta de Oteo , en el partido de Villarcayo perteneciente a la región de Castilla la Vieja , para posteriormente integrarse en su actual municipio de Medina de Pomar.